# ローラン・ディディエ
ローラン・ディディエ（Laurent Didier、1984年7月19日 - ）は、ルクセンブルク、ディパフ出身の自転車競技（ロードレース）選手。

## 来歴
2005年
- ルクセンブルク選手権・U23部門個人タイムトライアル(ITT) 優勝

2010年、チーム・サクソバンクに移籍。
2012年、レディオシャック・ニッサンに移籍。
- ルクセンブルク選手権・個人ロードレース 優勝

2014年、USA・プロチャレンジにてステージ優勝（第5ST）
2018年のジャパンカップサイクルロードレース（DNF）を以て現役を引退した。